# Jacques-Julien Dubochet
Pour les articles homonymes, voir Dubochet.
Jacques-Julien Dubochet, né à Vevey  le 10 mai 1798 et mort à Munich  le 4 septembre 1868, est un avocat de formation, connu comme éditeur et créateur de L'Illustration.

## Biographie
Neveu du financier Emmanuel-Vincent Dubochet, Jacques-Julien est le fils de Jean-François-David Dubochet, greffier de justice et député suisse, et de Suzanne-Marguerite Blanc. Il fait des études à l’Académie de Lausanne en 1814 avant de suivre des études de droit à partir de 1817 et d’obtenir le brevet d’avocat à Paris. 
Proche d’Adolphe Thiers, il participe à la création du journal d’opposition Le National. 
À partir de 1830, il est éditeur, associé au libraire Jean-Baptiste-Alexandre Paulin. Ils éditent notamment La Comédie humaine de Balzac. Dubochet est l’éditeur à Paris des œuvres de son cousin Rodolphe Töpffer. 
En 1843, Dubochet, toujours avec Alexandre Paulin, s’associe avec Adolphe Joanne et Édouard Charton. Ensemble ils lancent L'Illustration en s’inspirant de l’Illustrated London News. C’est le premier journal à faire paraître en 1845 une bande dessinée l’Histoire de monsieur Cryptogame de Rodolphe Töpffer xylographiée par Cham. 
Il devient, en 1849, secrétaire général de la Compagnie parisienne de gaz dirigée par son oncle Emmanuel-Vincent Dubochet, propriétaire du château des Crêtes à Clarens (commune de Montreux) et des célèbres « villas Dubochet ». Il termine sa carrière comme administrateur de la société. 
En 1860, il devient membre de la Société de géographie
Il est l’auteur, en 1825, d’une Histoire des Suisses chez Raymond éditeur à Paris.

## Documentation
- Jean-Pierre Chuard, Des journaux et des hommes, collection Archives vivantes, Cabédita éditeur, Paris, 1993
- Bulletin de la Société de géographie, Arthus Bertrand éditeur, Paris, 1860
- Dictionnaire historique de la Suisse